# Schmiedenthal
Schmiedenthal, volkstümlich die Schmieden, ist ein Ortsteil der Gemeinde Beiersdorf im Landkreis Görlitz.

## Geografie

### Lage
Schmiedenthal liegt im westlichen Teil des Landkreises im Lausitzer Bergland in einem linken Seitental des Beiersdorfer Wassers. Nordöstlich erheben sich der Haderberg (420 m) und der Lochberg (435 m), südlich der Hauptmannsberg (431 m) und südwestlich, im Großen Wald die Steinklunsen (437 m). Im Grund westlich von Schmiedenthal befindet sich das ehemalige Freibad Beiersdorf. Auf der ehemaligen Trasse der Schmalspurbahn Taubenheim–Dürrhennersdorf führt ein Wanderweg von Beiersdorf nach Oberschönbach.

### Nachbarorte
| Beiersdorf        | Beiersdorf                                  | Neulauba      |
| Beiersdorf        | Kompassrose, die auf Nachbargemeinden zeigt | Oberschönbach |
| Tannenhof, Oppach |                                             | Neudorf       |

### Straßen
Sämtliche Häuser des Ortsteils liegen an der Schmiedentalstraße.

## Geschichte

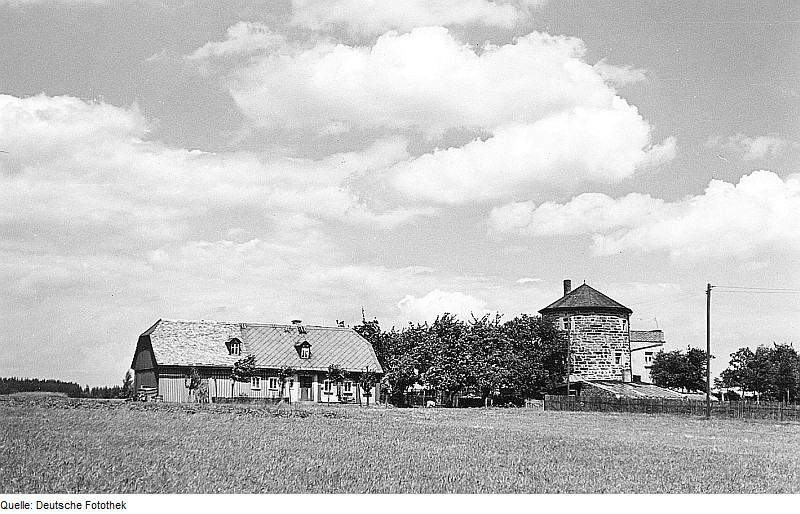
Ehemalige Steinmühle

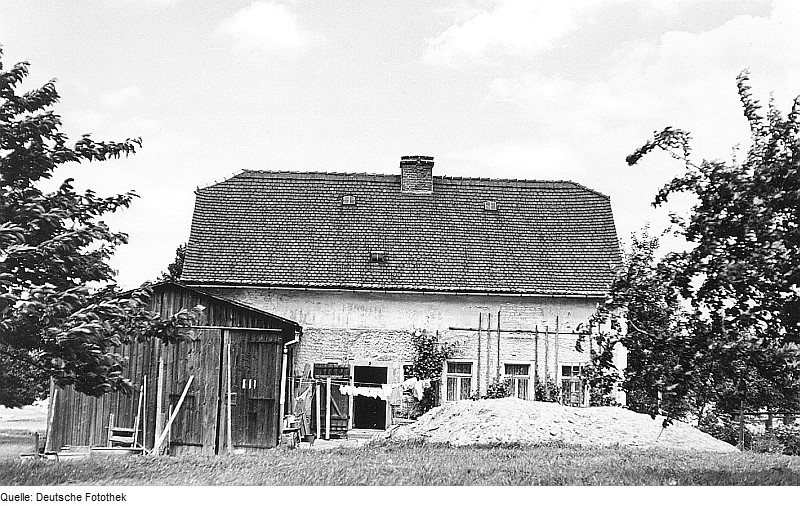
Wohnhaus der ehemaligen Hadermühle

Die Häusergruppe wurde um 1650 durch den Besitzer des Rittergutes Niederbeiersdorf nahe der Gemarkungsgrenze mit Schönbach am ehemaligen Sattelhof gegründet und war der erste, wegen der zunehmenden Besiedlung von Beiersdorf, außerhalb der Dorfaue angelegte Anbau. Die ersten Siedler waren böhmische Exulanten, die das Handwerk des Messerschmieds ausübten. Davon erhielt die zunächst als „I. Anbau“ bezeichnete neue Ansiedlung den Namen „Schmiedenthal“. Im Beiersdorfer Quatember-Steuer-Catastrum von 1773 wurden die Beiersdorfer Häuser Nr. 28–36 „die Schmieden“ genannt und vier der Häusler namentlich aufgeführt.
Der Ort, zu dem auch der Haderberg und die an der Schönbacher Gemarkungsgrenze gelegene Einschicht Suchemich zugerechnet wurden, war immer zu Beiersdorf zugehörig.
Auf den Hügeln über den Schmieden ab dem 18. Jahrhundert mehrere Windmühlen angelegt. Die als „Steinmühle“ bezeichnete Turmholländer-Windmühle auf der nördlich gelegenen Kuppe ist bereits im Jahr 1804 auf dem Meilenblatt verzeichnet, ebenso eine weitere Windmühle, die östlich der Schmieden über den Häusern von Oberschönbach stand. Auf dem zu Beginn des 19. Jahrhunderts noch gänzlich mit dem „Haderbüschel“ bewaldeten Haderberg wurde 1842 mit der „Hadermühle“ eine dritte Windmühle errichtet, später entstand am Haderberg noch eine weitere Windmühle. Die Steinmühle stellte 1893 ihren Betrieb ein, ihr Turm wurde 1940 zu Wohnzwecken umgebaut.
Zwischen 1891 und 1892 erfolgte der Bau der Schmalspurbahn Taubenheim–Dürrhennersdorf. Obwohl diese mitten durch Schmiedenthal fuhr, hielten die Züge dort nicht. Die Einschicht Suchemich brannte am 14. September 1908 ab und wurde nicht wiederaufgebaut.
Im Jahr 1921 pachtete die Gemeinde Beiersdorf den im Grund südwestlich von Schmiedenthal gelegenen Löschwasserteich des Gutsbesitzers Reinhold Adler und baute ihn zu einem Schwimmbad aus. Nach der politischen Wende wurde das Pachtverhältnis zu einem Hindernis für die ab 1992 bestehenden Pläne zu einer Modernisierung und Umgestaltung des Bades zu einem Naturbad, die letztlich zu seiner Schließung führten. Im Februar 2002 kündigte die Gemeinde den Pachtvertrag auf.
Mitte April 1945 wurden auf den Kleinbahnabschnitt zwischen der Firma Michel und Schmiedenthal sieben Bomben abgeworfen, die jedoch als Blindgänger keinen Schaden anrichteten und entschärft werden konnten. Die Schmalspurbahn wurde im Herbst 1945 als Reparationsleistung für die Sowjetunion demontiert. Auf ihrer Trasse verläuft heute vom Alten Kirchweg in Beiersdorf ein alleeartiger Wanderweg nach Schmiedenthal, der sich östlich des Ortes nach Oberschönbach fortsetzt.
Beim Zensus vom 9. Mai 2011 bestand Schmiedenthal aus 16 Wohngebäuden, in denen 46 Personen lebten. Das Durchschnittsalter lag bei 41,8 Jahren.

### Verwaltungszugehörigkeit
1764: Amt Stolpen, 1816: Amt Stolpen, 1843: Amt Stolpen, 1856: Gerichtsamt Neusalza, 1875: Amtshauptmannschaft Löbau, 1952: Kreis Löbau, 1994: Landkreis Löbau-Zittau, 2008: Landkreis Görlitz.

## Ortsbild
Schmiedenthal besteht aus einer Häuslerzeile an der linken Talseite, einigen verstreuten Häusern im Talgrund, am nördlichen Hang und auf der Kuppe sowie auf dem Haderberg. Einige Häuser sind mit Umgebinde. Dazu gehören das 1844 errichtete zweigeschossige und mit einem Schützenadler verzierte Haus Nr. 16 und das ebenfalls zweigeschossige Haus Nr. 17 aus dem Jahre 1830, an dessen Scheunengiebel ein Reiterbild angebracht ist.
Von den vier Windmühlen hat sich lediglich der heute als „Mäuseturm“ bezeichnete Turmstumpf der Steinmühle erhalten.